# Ибрахимово (община)
Ибрахимово (на македонска литературна норма: Општина Петровец) е община, разположена в северната част на Северна Македония със седалище едноименното село Ибрахимово.
Общината обхваща 16 села в областта Блатия в югоизточната част на Скопското поле на площ от 201,93 km2. Населението на общината е 8255 (2002), предимно македонци с голямо малцинство от албанци и бошняци. Гъстотата на населението е 40,88 жители на km2.

## Структура на населението
Според преброяването от 2002 година община Ибрахимово има 8255 жители.
| Етническа принадлежност | Процент |
| северномакедонци        | 51,43%  |
| албанци                 | 22,86%  |
| турци                   | 0,91%   |
| роми                    | 1,62%   |
| власи                   | 0,00%   |
| сърби                   | 5,03%   |
| бошняци                 | 17,47%  |
| други                   | 0,68%   |